# Florian Jungwirth
Florian Jungwirth (Gräfelfing, 1989. január 27 –) német labdarúgó, aki jelenleg a San Jose Earthquakes együttesében játszik védőként.

## Karrier

### Klubcsapat

#### TSV 1860 München
2000 májusában csatlakozott a  TSV Eintracht Karlsfeld-től a TSV 1860 München akadémiájához, ahol végig járta a korosztályos csapatokat, U-11-től egészen az U-19-ig. 2006-ban az U-17-es csapattal a német B-Ifjúsági bajnokságot megnyerték. Az U-19-es csapattal pedig az Ifjúsági Egyesület DFB Kupát nyerte meg.
A 2007–08-as szezonban a regionális csapat, U-23-nak volt tagja. 2007. szeptember 15-én debütált (8. forduló) a tartalékoknál, ahol kezdőként lépett pályára, a mérkőzést 3-0-ra nyerték a VfR Aalen ellen. 2009 végéig összesen 48 alkalommal lépett pályára a tartalékoknál. 2008 nyarán nevezték a kispadra a felnőtt keretben. A 2008–09-es szezonban tizenegyszer ült a padon, de pályára sosem küldték.

#### Dynamo Dresden
2010 januárjában elhagyta a TSV 1860 München csapatát és a Dynamo Dresden csapatához igazolt. 2010. március 17-én debütált a SV Sandhausen ellen. Második bajnoki mérkőzése a  Bayern München II ellen volt. 2010. április 10-én a 33. fordulóban az FC Ingolstadt 04 ellen hazai győzelmet hozó (2-0) mérkőzésen keresztszalag szakadást szenvedett. Több mint félévet kellett kihagynia. 2010. október 23-án tért vissza az első csapatba a Hansa Rostock elleni 2-2-es döntetlennel végző mérkőzésen. A szezon végén a VfL Osnabrück elleni mérkőzésen kiharcolták a Bundesliga 2-be jutást.

### Korosztályos
Jungwirth is tagja volt a Német U-20-as válogatottnak, szerepelt a 2009-es U20-as labdarúgó-világbajnokságon Egyiptomban, ahol a csapat első mérkőzésén az Amerikai U-20-as válogatott ellen 3-0-ra megnyert mérkőzésen gólt szerzett. Csapatkapitánya volt annak a U19-es válogatottnak amely megnyerte a 2008-as U19-es labdarúgó-Európa-bajnokság-ot Csehországban.

## Statisztika
| Klub                | Szezon   | Bajnokság | Bajnokság | Kupa     | Kupa  | Nemzetközi | Nemzetközi | Összesen | Összesen |
| Klub                | Szezon   | Mérkőzés  | Gólok     | Mérkőzés | Gólok | Mérkőzés   | Gólok      | Mérkőzés | Gólok    |
| ------------------- | -------- | --------- | --------- | -------- | ----- | ---------- | ---------- | -------- | -------- |
| TSV 1860 München II | 2007-08  | 20        | 0         | —        | —     | —          | —          | 20       | 0        |
| TSV 1860 München II | 2008-09  | 21        | 0         | —        | —     | —          | —          | 21       | 0        |
| TSV 1860 München II | 2009-10  | 7         | 0         | —        | —     | —          | —          | 7        | 0        |
| TSV 1860 München II | Összesen | 48        | 0         | —        | —     | —          | —          | 48       | 0        |
| Dynamo Dresden      | 2009-10  | 11        | 0         | —        | —     | —          | —          | 11       | 0        |
| Dynamo Dresden      | 2010-11  | 25        | 0         | —        | —     | —          | —          | 25       | 0        |
| Dynamo Dresden      | 2011-12  | 26        | 0         | 2        | 0     | —          | —          | 28       | 0        |
| Dynamo Dresden      | 2012-13  | 27        | 0         | 2        | 1     | 2          | 0          | 31       | 1        |
| Dynamo Dresden      | Összesen | 89        | 0         | 4        | 1     | 2          | 0          | 95       | 1        |
| VfL Bochum          | 2013-14  | 29        | 1         | 1        | 0     | —          | —          | 30       | 1        |
| VfL Bochum          | Összesen | 29        | 1         | 1        | 0     | —          | —          | 30       | 1        |
| VfL Bochum II       | 2013-14  | 1         | 0         | —        | —     | —          | —          | 1        | 0        |
| VfL Bochum II       | Összesen | 1         | 0         | —        | —     | —          | —          | 1        | 0        |

## Sikerei, díjai

### Válogatott
U19
- U19-es labdarúgó-Európa-bajnokság: 2008